# Les Petites Chaises rouges
Les Petites Chaises rouges est un roman, écrit en anglais irlandais, de l'écrivaine irlandaise Edna O'Brien, publié en 2015, alors qu'elle est âgée de 85 ans.

## Contenu

### Première partie
L'histoire se passe en Irlande rurale, principalement sur le territoire de la petite ville imaginaire de Cloonaila (p. 16), mais il est fait mention de Finglas (banlieue de Dublin), de Wexford (sud-est), de Galway (nord-ouest). L'époque, non précisée, se situe dans les années 2000.
Un étranger européen se présente, un soir, hors saison, au bar de Dara, à Cloonaila : il désire s'installer dans le pays comme médecin, thérapeute alternatif. Le Docteur Vladimir Dragan, d'origine monténégrine, est accueilli, hébergé, et finalement reconnu pour ses compétences, au moins par les femmes, comme entraîneur de football pour les jeunes, et comme joueur de gusle. 
Le club de lecture lui permet de rencontrer Mona, Désirée, Bridget, Phoebe, Diarmuid, Mary Kay, Phyllida, Fidelma, etc., et Sœur Bonaventure, sa première patiente. Au cours d'un voyage en bus du club de lecture à un récital de poésie à Ben Bulben, la montagne qui a inspiré le poème Under Ben Bulben (en) (1938) au poète William Butler Yeats (1865-1939, Prix Nobel de littérature 1923), il est arrêté par la police nationale.
Peu auparavant, une relation s'est nouée, malgré tout, entre Fidelma (mariée à Jack) et le Docteur Vlad (alias Vuk). Elle se manifeste pour la dernière fois dans un grand hôtel restaurant (du château de Finglas), à personnel cosmopolite (Hedda, Tommie, André, Ivan, Mujo...) : le serveur Mujo le muet (Muhammad) (p. 139) reconnaît en lui le massacreur de sa famille. L'esclandre lui fait retrouver la parole, et le scandale ne peut être étouffé : sur le trottoir de l'ancienne boutique de Fidelma, et actuelle clinique du docteur Vladimir Dragan, apparaît l'inscription en "rouge cardinal" : « Où copulent les loups » (p. 139). Et une lettre de dénonciation au mari, Jack Colbert McBride (p. 147).
Le "faux guérisseur" est le diable, Raspoutine, le commandant, le "Chef Suprême" des massacres de Sarajevo et de Srebenica (1995) (p. 93). Celui qui fut un élève Törless est devenu le Kurtz d'Au cœur des ténèbres (1899), la « Bête de Bosnie », le "loup" (p. 125) de l'exergue (p. 9) : « Le loup a droit à l'agneau » (tiré d'une œuvre épique serbe). Réfugié dans des monastères, puis exfiltré de son pays, il est arrivé clandestinement en Irlande, avec de faux papiers (et des armes). 
Alors qu'il va être transféré au Tribunal de La Haye, pour accusation de génocide et autres atrocités, Mujo décide de rentrer au pays et d'écrire une lettre d'explication à Dara (p. 181). Et des acolytes de Vuk enlèvent Fidelma, enceinte de Vuk. Avortée, charcutée, elle est récupérée par Dara, hospitalisée, détruite.

### Seconde partie: Londres
Recueillie par Sœur Bonaventure, exfiltrée d'Irlande, Fidelma survit à Londres, grâce à Jasmeen, réfugiée, noire, membre d'une organisation caritative, elle-même sauvée autrefois avec ses deux filles Sabrina et Jade par l'Irlandaise Maureen. Attentes, humiliations, cercles de rencontre avec d'autres demandeurs d'asile, tranches de vie : Mona, Maria, Varya, Nahir, Allissos, Suni, Oghowen, Zelmic... Un travail de ménage nocturne dans une banque (Bluey, Méduse), un travail dans un chenil à la campagne (hors nature), un travail de garde à domicile de maison à la campagne avec chiens. « Elle marche en beauté comme la nuit » (Byron)(p. 217).
Une relation particulière avec une petite voisine isolée (p. 225), Mistletoe, (dont le nom désigne la plante parasite gui). Quelques assez bonnes nouvelles de l'Irlande. Et puis, on évoque Sarajevo, des photos apparaissent sur un téléphone portable (p. 312) : les horreurs de Vlad.

### Troisième partie: La Haye
Conseillée par ses condisciples de malheur, Fidelma assiste à la dernière audience du procès de La Haye : nettoyage ethnique, génocide, accusations, dénégations. Sa demande de visite lui est accordée, pour constater que tout est fini entre eux, on que presque rien n'a eu lieu. Ni "écharpe de mousseline de soie noire" ni "col de fourrure". Dans un bar de La Haye, un ancien tankiste de la Forpronu rappelle ses cauchemars de tankiste de la paix, pour rien. 
Fidelma, après un bref passage à Cloonoila, pour revoir Jack une dernière fois, retrouve Mistletoe, se réfugie dans un énième refuge, et assiste à un spectacle de ses compagnes et compagnons dans une adaptation libre du Songe d'une nuit d'été.

## Édition
- The Little Red Chairs, 2015  (ISBN 057131631X).
- Publié en français sous le titre Les Petites Chaises rouges, traduit par Aude de Saint-Loup et Pierre-Emmanuel Dauzat, Paris, Sabine Wespieser Éditeur, 2016, 367 p.  (ISBN 978-2-84805-210-6) ; réédition, Paris, LGF, coll. « Le Livre de poche » no 34949, 2018  (ISBN 978-2-253-07074-0).

## Réception
L'article de la version anglophone donne les appréciations positives de Philip Roth, Joyce Carol Oates, Maureen Corrigan, James Wood, Julie Myerson, Annalisa Quinn, Ron Charles, Clair Messud...
Les recensions francophones sont enthousiastes,,,, : Un Livre de la Nuit sur une innocence féminine happée par une monstruosité masculine.

## Titre
« Le 6 avril 2012, pour commémorer le vingtième anniversaire du début du siège de Sarajevo par les forces serbes de Bosnie, 11 541 chaises rouges furent alignées sur les huit cents mètres de la grand-rue de Sarajevo. Une chaise vide pour chaque Sarajévien tué au cours des 1 425 jours de siège. Six cent quarante-trois petites chaises représentaient les enfants tués par les snipers et l'artillerie lourde postés dans les montagnes à l'entour. »
— Les Petites chaises rouges (p. 11).

## Récompenses
Ce roman a pu contribuer à l'attribution à son auteur du PEN/Nabokov Award en 2018.